# Elisa De Almeida
Elisa De Almeida (Châtenay-Malabry, 11 gennaio 1998) è una calciatrice francese, difensore del Paris Saint-Germain e della nazionale francese.

## Carriera

### Nazionale
De Almeida inizia a essere convocata dalla federazione calcistica della Francia dal 2015, chiamata da Sandrine Soubeyrand per indossare la maglia della formazione Under-17, con la quale debutta il 18 febbraio nell'amichevole persa 5-0 con le pari età della Germania. Soubeyrand la chiama anche per la fase élite delle qualificazioni all'Europeo di Islanda 2015, giocando il suo primo incontro ufficiale UEFA il 25 marzo scendendo in campo tutto il primo tempo nell'incontro vinto 1-0 sulla Slovacchia. Ottenuta l'accesso alla fase finale, dove segna anche la sua prima rete per le Bleues, condivide il percorso della sua nazionale che la vede chiudere al secondo posto dietro alla Svizzera il gruppo B della fase a gironi, dove De Almeida scende in campo nell'ultima partita con le elvetiche aprendo, al 9', le marcature nell'incontro poi vinto 2-1 dalle avversarie, e giocando uno scampolo di partita tre giorni dopo, nella semifinale persa ai rigori con la Spagna, squadra che poi si aggiudicherà il torneo, dopo che i tempi regolamentari si erano chiusi con una rete per parte. Quella fu anche l'ultima partita con la U-17 e, tra incontri ufficiali e amichevoli, De Almeida totalizza con questa giovanile 6 presenze e una rete.
Del 2016 è il suo passaggio alla Under-19, chiamata dal tecnico Gilles Eyquem in occasione della fase élite delle qualificazioni all'Europeo di Slovacchia 2016, debuttando il 7 aprile nell'incontro vinto per 6-0 con la Grecia. Ottenuto, da imbattuta, l'accesso alla fase finale, dopo una doppia amichevole di preparazione con la Germania, 0-0 e 2-0 i risultati, Eyquem la inserisce in rosa anche per la fase finale dove la impiega solamente nei primi due incontri della fase a gironi. Pur non utilizzata nel resto del torneo, De Almeida festeggia con le compagne la conquista della quarto titolo di campione d'Europa di categoria ottenuta superando prima la Svizzera 3-1 in semifinale e poi 2-1 la Spagna nella finale di Senec del 31 luglio. Eyquem la riconferma anche per le qualificazioni all'Europeo di Irlanda del Nord 2017, impiegandola in tutti i tre incontri della fase élite con la Francia che ottiene l'accesso alla fase finale come migliore seconda dopo aver chiuso a pari punti dietro ai Paesi Bassi il gruppo 3. Nuovamente in rosa nella squadra in partenza per il Regno Unito, dopo essere scesa in campo nel primo incontro della fase a gironi, perso 2-0 con i Paesi Bassi, De Almeida salta tutti gli altri incontri fino alla finale del 20 agosto, rilevando Sarah Galera al 54' del secondo tempo, rocambolesco incontro che vede le francesi sconfitte, dopo essere andate per due volte in vantaggio, negli ultimi minuti, complice anche l'espulsione di Pauline Dechilly, con la Spagna che vince per 3-2 al Windsor Park di Belfast e vincendo il suo secondo titolo continentale di categoria. Ultimo incontro con la maglia della U-19 per De Almeida, tra partite ufficiali e amichevoli totalizza 12 presenze tra le quali 10 da titolare.
Dopo averla valutata in alcune amichevoli e averla convocata in occasione della Sud Ladies Cup 2018 con la formazione Under-20, Eyquem le rinnova la fiducia inserendola tra le giocatrici in rosa per il Mondiale casalingo 2018. La sua nazionale chiude al primo posto del gruppo A con due vittorie e un pareggio a reti inviolate con la Nuova Zelanda, con De Almeida che viene impiegata in due dei tre incontri della fase a gironi, 4-1 sul Ghana e 4-0 sui Paesi Bassi, per poi scendere nuovamente in campo ai quarti di finale, con la Francia che supera per 1-0 le avversarie della Corea del Nord, e nella semifinale persa per 1-0, dove viene eliminata dalla Spagna.
Nel 2019 viene chiamata dal tecnico Jean-François Niemezcki nella nazionale B, in occasione del Torneo di La Manga, disputando due incontri, e sempre nel 2019 arriva la sua prima convocazione nella nazionale maggiore, chiamata dal Commissario tecnico Corinne Diacre nell'amichevole del 4 ottobre vinta 4-0 con l'Islanda dove debutta rilevando all'86 Aïssatou Tounkara. Da allora Diacre continua a convocare De Almeida in occasione delle qualificazioni, gruppo G, all'Europeo di Inghilterra 2022, debuttando, da titolare per tutti i 90 minuti, in un incontro ufficiale il 18 settembre, vittoria per 2-0 sulla Serbia e dove quattro giorni più tardi sigla una doppietta nella vittoria per 7-0 sulla Macedonia del Nord.

## Palmarès

### Nazionale
- Campionato d'Europa under 19: 1

2016

#### Altri piazzamenti
- Campionato d'Europa under 19:

Finalista: 2017